# Batrachoseps incognitus
Espèce
Statut de conservation UICN

 DD  : Données insuffisantes
Batrachoseps incognitus est une espèce d'urodèles de la famille des Plethodontidae.

## Répartition
Cette espèce est endémique de la Californie aux États-Unis. Elle se rencontre dans l'extrême Sud-Ouest du comté de Monterey et dans le Nord du comté de San Luis Obispo du niveau de la mer jusqu'à 1 000 m d'altitude dans le chaînon Santa Lucia.

## Description
Batrachoseps incognitus mesure sans la queue de 38 à 47 mm pour les mâles et de 39 à 48 mm pour les femelles.

## Publication originale
- Jockusch, Yanev & Wake, 2001 : Molecular phylogenetic analysis of slender salamanders, genus Batrachoseps (Amphibia: Plethodontidae), from central coastal California with descriptions of four new species. Herpetological Monographs, vol. 15, p. 54-99.